# Taking Children Seriously
Taking Children Seriously（略：T.C.S.  日本語「子どもたちに真剣に向き合う」の意）とは、子供たちも完全な人間であるという中心的な考えに基づいた親としての役割と教育の哲学を科学的に探求するもの。

## 概要
T.C.S.は人間が創造的であり、また誤りを犯す可能性があるという事実を真剣に受け止める唯一の教育哲学です。
T.C.S.は1988年から1989年の間にSarah Fitz-Claridgeによって考案され、そして後に1992年頃にオンラインのメーリングリストへと発展しました。
T.C.S.は、大人と若者の間の伝統的なインタラクションがほとんど強制に基づいているという観察から始まります。親の意見など、一部の意見源を権威があると見なすのではなく、子供を真剣に受け止めるという視点では、出典に関係なく、アイデアの自由な競争、知識の成長を重視します。
T.C.S.の親としての役割や教育のモデルは、強制を子供の意志に対する侵害と見なし、また、親や教育者の「自己犠牲」も大人の意志に対する侵害と見なします。T.C.S.は強制を「ダブルバインディング – 他人を勝てない状況に置く – 問題が解決するのを積極的に阻止するための知恵を使う。権威。階層的に交流する。見下す」と定義します。 T.C.S.は、親と子供が創造的に力や妥協をせずに解決策を見つけることを提唱します。
T.C.S.の哲学はKarl Popperとオックスフォード大学の理論物理学者であるDavid Deutschの認識論によって形成されています。